# Archiponera wheeleri
Archiponera wheeleri är en myrart som beskrevs av Carpenter 1930. Archiponera wheeleri ingår i släktet Archiponera och familjen myror. Inga underarter finns listade.